# Maotai

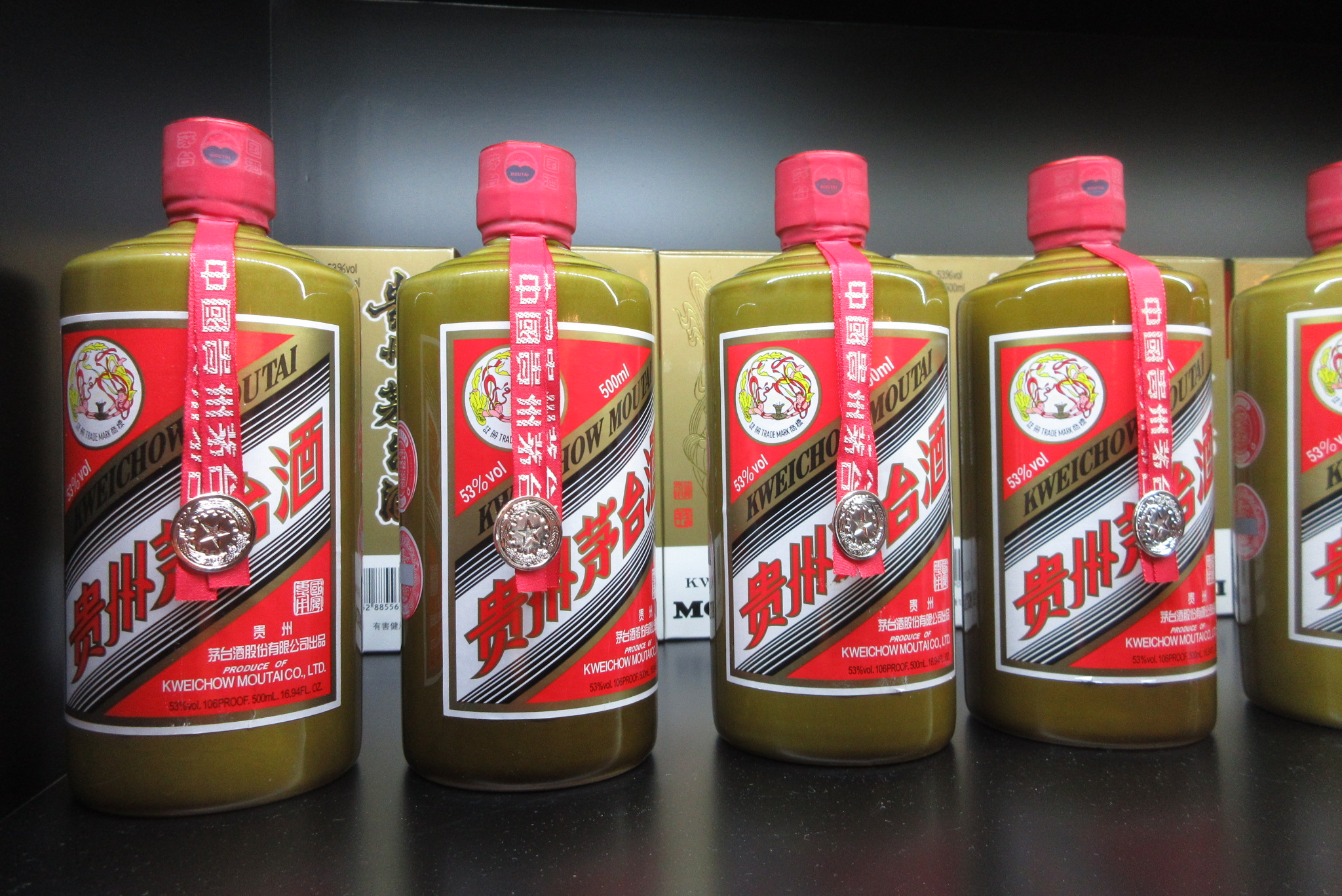
Bouteilles de maotai 53°.

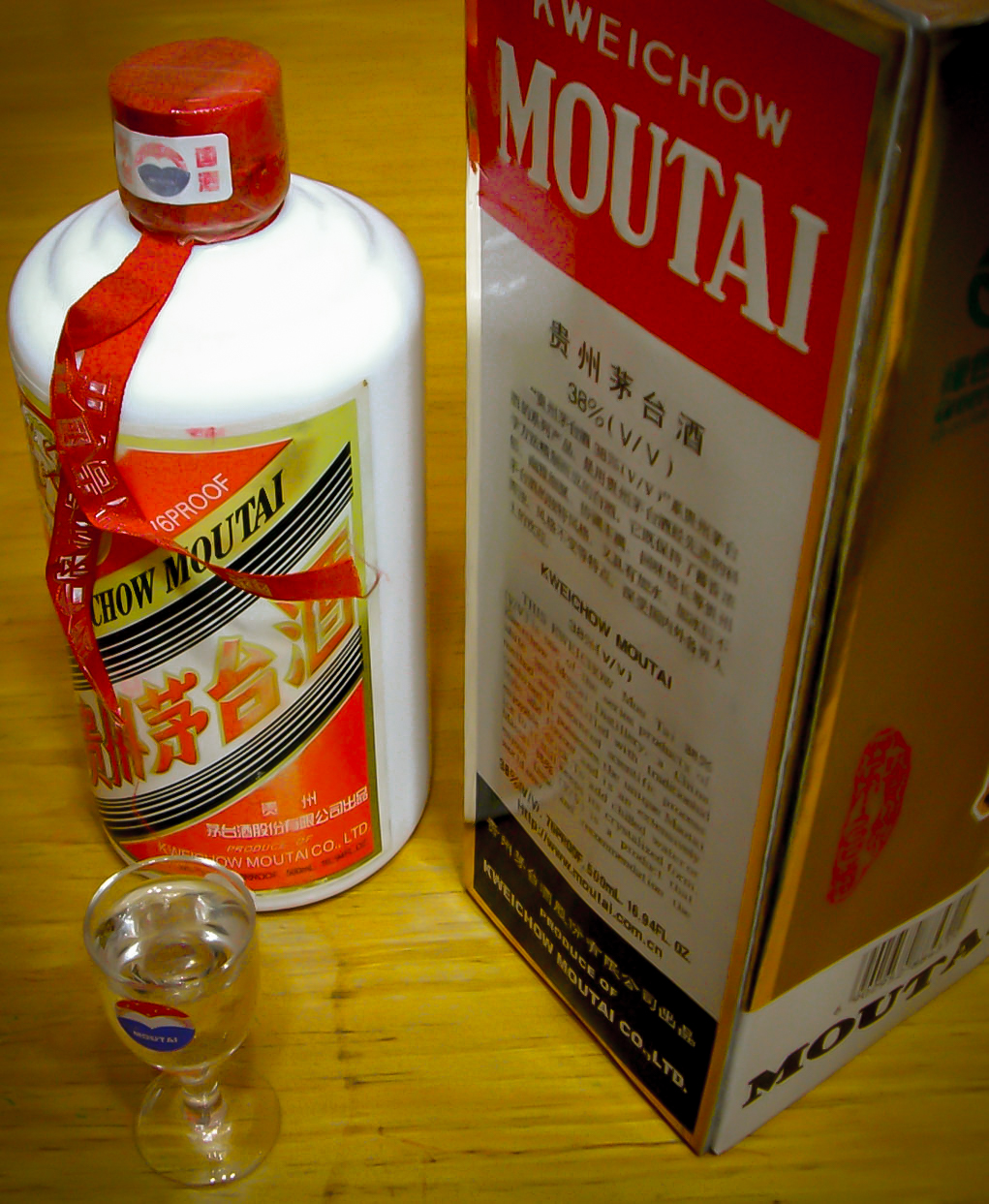
Verre de maotai (marque Kweichow Moutai) 38° et son flacon en verre blanc opaque.

Le maotai ou maotai jiu, (chinois simplifié : 茅台酒 ; chinois traditionnel : 茅臺酒 ; pinyin : máotái jiǔ) est un type local de baijiu, alcool blanc distillé à base de sorgho fermenté, très populaire en Chine. Le maotai tient son nom d'une ville proche de Zunyi dans la province du Guizhou, dans laquelle il est produit.

## Fabrication
Le maotai — ou « moutai » dans une transcription commerciale vieillie — est un alcool blanc (baijiu), à base de sorgho et de blé, qui titre entre 35° et 53°. Pour le préparer il est nécessaire de procéder à sept fermentations et huit distillations pendant sept mois. On garde ensuite l'alcool pendant quatre ans ou plus, et puis on le mélange avec l'alcool de 5, 10, 20, 30, 40 ans, enfin, après la vérification et dégustation par un professionnel, embouteillé et fourni aux marchés. Il est généralement présenté en flacon en verre blanc opaque.
Il est produit par la société Kweichow moutai (贵州茅台, guìzhōu máotái).

## Histoire

### Origines (dès135av. J.-C.)
Dès 135 av. J.-C., la ville de Maotai commence à produire l’ancêtre du maotai, la liqueur Goujiang, élevée au rang d’offrande impériale par l’empereur Wudi de la dynastie Han. La ville de Maotai est située dans le nord-est de la province du Guizhou, qui est considérée comme le berceau des alcools chinois. Elle jouit d’un climat idéal, de ressources fluviales abondantes et d’une population locale maîtrisant des techniques de brassage ancestrales.
Dans l’historiographie chinoise, il n’y a pas de date précise de création des premiers ateliers de production dans la ville de Maotai. Cependant, une carte du relief issue de la généalogie de la famille Wu, pendant le règne de l’empereur Li Hualong de la dynastie Ming (1572-1620), fait état de la présence de ce type d’ateliers. C’est à cette époque que la technique unique au monde de distillation cyclique a été élaborée.
D’après les historiens, La Maison de spiritueux Dahe, est la première fabrique officielle de maotai. Son nom figurait dans la liste des donations gravées sur la stèle de l’empereur Jiaqing de la dynastie Qing (1760-1820). Le règne de son successeur Daoguang (1782-1850), marque le début de la diffusion du maotai dans les provinces du Sichuan, Hunan et Yunnan. En 1850, la dynastie Qing entre en conflit avec les Occidentaux, plus particulièrement avec la Grande-Bretagne. La production du maotai est stoppée pendant la guerre de l’opium et ce n’est qu’en 1862, lors de la première année du règne de l’empereur Tongzhi (1852), que les ateliers de production sont reconstruits.

### Création de l'atelier de Chengyi Shaofang par Hua Lianhui
À la fin de la révolte des Taiping (1851-1864), un modeste officiel originaire de Zunyi, Hua Lianhui, est nommé par le nouveau gouverneur du Sichuan comme responsable du commerce du sel, afin notamment de restructurer le transport du sel produit dans le Sichuan et mettre un terme à la pénurie de sel dans la province voisine du Guizhou. Ce dernier fait alors un travail efficace et obtient dans le cadre de sa charge le monopole de deux ports fluviaux sur la rivière ChiShui, dont celui de Renhuai anciennement appelé Maotai. Au cours d'un retour à Zunyi lors duquel sa famille organise un dîner en son honneur, sa mère évoque un vin délicieux qui était autrefois produit à Maotai, avant la révolte des Taiping. Elle se demande si par chance ce vin est encore produit. Piqué de curiosité et pour exaucer le vœu de sa mère, Hua demande à ses hommes de retrouver le producteur de cet alcool. Après une recherche laborieuse, il découvre que l'entreprise vinicole est en ruine et que le producteur a disparu. Il décide alors de recréer sur les ruines de l'ancienne distillerie une nouvelle entreprise de production de vin de Maotai, qu'il nomme Chengyi Shaofang.

### La reconnaissance internationale du Maotai
Le maotai gagne une médaille d'or à l'Exposition universelle de 1915 à San Francisco. Il gagnera deux nouvelles médailles aux expositions internationales de Paris en 1985 et 1986.
Devenu l'alcool national officiel sous le communisme dès 1951, le Maotai est aussi le symbole des relations internationales de la Chine. Servi lors des réceptions de représentants officiels étrangers, il est aussi le seul alcool offert en cadeau par les ambassadeurs chinois. En particulier, les images de Richard Nixon et Zhou Enlai trinquant au maotai en 1972 pour célébrer le renouveau des relations entre leurs pays offrent une vitrine internationale au produit.

### Un symbole du maoïsme
L'histoire moderne du maotai est intimement liée au maoïsme. Dès 1935, lors de la Longue Marche au cours de laquelle la guérilla communiste fuit les assauts des nationalistes de Tchang Kaï-chek, l'Armée rouge s'installe dans un village du Guizhou et découvre les vertus du maotai : désinfecter les plaies, guérir les maux de ventre et détendre.
Zhou Enlai, une fois premier ministre de Mao Zedong et véritable visage de la Chine à l'étranger, se référera à cet épisode pour en faire un produit symbolique de la Chine Communiste : « la longue marche a été un succès en grande partie grâce au maotai ».